# Marone (martire)
Marone (I secolo – Val di Chienti, 15 aprile 100) è stato un cristiano del I secolo, considerato il primo martire del Piceno.
Le sue vicende biografiche sono in gran parte dubbie, poiché si affidano prevalentemente alle interpretazioni popolari.

## Agiografia
Marone nacque in un anno imprecisato del I secolo in una località anch'essa sconosciuta, ipoteticamente identificata nella città di Roma. Le più antiche notizie che lo riguardano si rintracciano negli Acta SS. Nerei et Achillei: al tempo dell'impero di Domiziano (81-96), membro della famiglia dei Flavi, viveva anche una cugina dell'imperatore, Domitilla, orfana di padre e di madre. Convertita al Cristianesimo, secondo la leggenda, dai santi Nereo e Achilleo, la fanciulla era stata promessa sposa sin da bambina al console Aureliano, il quale era soddisfatto di tale situazione poiché avrebbe così potuto accaparrarsi il patrimonio della giovane orfana.
Marone, un affermato cristiano il quale era conosciuto per fama all'interno della famiglia Flavia, avvertito della decisione di Domitilla, affiancato dai compagni Eutiche e Vittorino le sconsigliò di accettare la proposta di Aureliano. Amareggiato dal rifiuto della giovane, Aureliano supplicò l'imperatore di punirla, oltre che per il suo rifiuto, ma soprattutto per la sua fede cristiana. Domiziano, non potendo condannare a morte la cugina, mutò la sua pena in un esilio sull'isola di Ponza, durante il quale l'accompagnarono Marone, Eutiche e Vittorino, incaricati dallo stesso Aureliano di convincere la giovane a sposarlo.
Nel frattempo a Roma, in seguito all'assassinio di Domiziano nel 96, era salito al potere Nerva (96-98), il quale rivelò una certa tolleranza verso i Cristiani, permettendo il ritorno in patria per tutti gli esiliati per motivi religiosi. Il nobile Aureliano, ottenuto un'importante posizione politica, venne nuovamente designato console, approfittando della sua nuova carica per vendicarsi di Marone, Eutiche e Vittorino, da lui ritenuti responsabili del rifiuto di Domitilla. I tre cristiani vennero condannati ai lavori forzati, ognuno in diversi possedimenti del console: Marone venne relegato a 130 miglia da Roma, sulla via Salaria, con l'ordine di zappare l'intero terreno di proprietà di Aureliano; tuttavia il santo, alternando lavoro alla preghiera, riuscì a convertire al Cristianesimo sempre più pagani e operò numerosi miracoli, finendo con l'essere nominato sacerdote dai fedeli lì riuniti.

### Prodigi compiuti
Nel Medioevo, con l'accrescersi della notorietà del santo, sorsero numerose leggende sul suo conto, probabilmente ispirate ad avvenimenti realmente accaduti. Si racconta infatti che durante la permanenza di Marone sulla via Salaria, egli compì numerosi prodigi, tra i quali:
- La guarigione del procuratore romano residente a Septempeda, l'attuale San Severino Marche, affetto da una grave manifestazione di idropisia.
- la liberazione di una principessa, figlia del re di Urbisaglia, condannata ad essere divorata da un mostruoso drago emerso dal mare (leggenda senza dubbio ispirata a quella di San Giorgio, anche se ambientata in Italia).

### Martirio
Il console Aureliano, venuto a conoscenza delle numerose conversioni portate da Marone nei suoi territori, stabilì di farlo morire. Le zone evangelizzate dal santo erano infatti basate sul culto del dio Grannus e il console non voleva interferire nel culto di coloro che basavano ancora su tale divinità la loro religione. Quando a Roma giunsero le proteste di alcuni pagani, stanchi dell'evangelizzazione del santo, Aureliano inviò un suo amico, Turgio, per mettere a morte Marone. Stando al racconto, i pagani avevano già tentato più volte di uccidere il santo, scaraventandogli addosso un grosso macigno mentre era intento al lavoro, ma questi era sempre sopravvissuto grazie all'intervento divino.
Turgio, intervenendo nella questione, stabilì che la pena capitale prevista per un cittadino romano (ciò farebbe dunque pensare che Marone lo fosse veramente) era la decapitazione; la pena destinata al santo andò tuttavia al di là di quanto previsto: il santo, legato (non è chiaro se al collo o meno) con una grossa pietra, fu costretto a trascinarla per un lungo tratto di strada della via Salaria; quando, esausto, Marone cadde per riprendere le forze, un soldato gli si avventò sopra e lo decapitò sul posto.
A questo punto, il martirologio conclude riferendo che la massa dei fedeli si raccolse sul luogo del martirio e, dopo aver ricomposto le due parti tagliate del corpo del santo, ne diedero onorevole sepoltura. Secondo il racconto, essi le conservarono nella pietra stessa. La data del martirio è fissata il 18 agosto dell'anno 100.

## Culto
Sul luogo del martirio, identificato ora in Urbisaglia ora in Civitanova Marche, venne edificata una chiesa in memoria del santo; le origini di tale costruzione sono sconosciute, ma è molto probabile che essa sorse su un più antico edificio sacro, costruito tra il 306 e il 337.
Anche a Monteleone di Fermo, città di cui San Marone è patrono, sorge nella piazza principale una chiesa parrocchiale a lui dedicata, in cui è collocato, sopra il portone d'ingresso, un dipinto che rappresenta il santo con in mano il castello di Monteleone e sullo sfondo si vede il mare con una barca di pescatori adagiata sulla spiaggia.
Nell'Alto Medioevo, Marone venne considerato un protomartire di Rieti, originario di Amiternum, martirizzato insieme ad Eutiche e Vittorino presso le terme di Cotilia (sulla via Salaria). In suo onore sarebbe sorta la chiesa di Colle San Mauro nelle vicinanze di Porta d'Arci, a Rieti.